# Phalloniscus avrilensis
Phalloniscus avrilensis là một loài chân đều trong họ Dubioniscidae. Loài này được Van Name miêu tả khoa học năm 1940.